# Elliptio ahenea
Elliptio ahenea är en musselart som först beskrevs av I. Lea 1843.  Elliptio ahenea ingår i släktet Elliptio och familjen målarmusslor. IUCN kategoriserar arten globalt som nära hotad. Inga underarter finns listade i Catalogue of Life.